# Jelizawieta Czajkina
Jelizawieta (Liza) Iwanowna Czajkina (ros. Елизавета Ивановна Чайкина, ur. 28 sierpnia 1918 we wsi Runa w obwodzie twerskim, zm. 23 listopada 1941 w miejscowości Peno w obwodzie kalinińskim) – sekretarz podziemnego rejonowego komitetu Komsomołu, uczestniczka radzieckiego ruchu partyzanckiego podczas wojny ZSRR z Niemcami, Bohater Związku Radzieckiego (1942).

## Życiorys
Miała wykształcenie średnie, była kierowniczką czytelni, od 1939 należała do WKP(b), od czerwca do października 1941 uczyła się na obwodowych kursach dla funkcjonariuszy partyjnych i komsomolskich w Kalininie (Twerze). Od 14 października 1941 walczyła w oddziale partyzanckim w obwodzie kalinińskim, w którym była zwiadowcą. Uczestniczyła m.in. w atakach na niemieckie garnizony. 22 listopada 1941 została schwytana przez Niemców i następnego dnia rozstrzelana. Uchwałą Prezydium Rady Najwyższej ZSRR z 6 marca 1942 pośmiertnie otrzymała tytuł Bohatera Związku Radzieckiego i Order Lenina. Jej imieniem nazwano przedsiębiorstwa, szkoły, drużyny pionierskie i ulice w wielu miastach ZSRR. W Kalininie otwarto Muzeum Partyzanckiej Sławy im. Czajkinej.